# Маєвський Карл Якович
Карл Я́кович Має́вський (30 вересня (12 жовтня) 1824, Житомир — 19 (31) травня 1897, Санкт-Петербург) — російський інженер-архітектор, академік архітектури, таємний радник.

## Навчання
К. Маєвський закінчив гімназію в Житомирі.
У 1838—1846 роках він навчався в Санкт-Петербурзькому будівельному училищі (пізніше — Інститут цивільних інженерів), а потім відвідував класи Імператорської академії мистецтв, яку закінчив у 1847 році. Тут його головним наставником був К. Тон.
У 1859 році за успішну реалізацію програми: «проєкт будівлі для поштамту» отримав звання академіка, а в 1868 році йому присвоєно звання інженера-архітектора.

## Діяльність
З 1860 року К. Маєвський обіймав посаду архітектора «Експедиції заготовлення державних паперів» і був будівничим її споруд, у тому числі церкви Андрія Критського (1891—1892 рр.) при експедиції.
Він побудував церкву Михайла Архангела в Малій Коломиї в Петербурзі, імператорський палац з належними до нього службами у Києві, будинок попереднього ув'язнення при Санкт-Петербурзькому окружному суді (1871—1875 рр.).
Також К. Маєвський перебудував в Любліні стародавню фортецю у міську в'язницю. Також пристосував колишню Лосинську фабрику (Московська губернія) під центральну в'язницю.
Вже викладачем Інституту цивільних інженерів у 1880—1881 роках спроєктував прибутковий будинок (Санкт-Петербург, Набережна річки Фонтанки, будинок № 110) та став ініціатором розміщення в цій будівлі гуртожитку для цього ж інституту.
У Москві К. Маєвський збудував будинок Титова (1856, Ленінський проспект, 10, перебудований), спільно з архітектором К. В. Терським брав участь у підводці під будівлю Великого театру нового фундаменту (1895, Театральна площа, 1).
Йому належать кілька досліджень пам'яток російської старовини. Він двічі був відряджений в Смоленськ для огляду місцевих старовинних кріпосних стін і башт та готував доповіді щодо їх збереження (короткий опис в «Русской старине», 1890, книга 12).
У Києві К. Маєвський брав участь в будівельних роботах у Володимирському соборі, вивчав Софійський собор, описав його і зняв з нього докладні малюнки.

## Смерть
Поохований на Виборзькому католицькому кладовищі у Санкт-Петербурзі.